# アディティヤ・ダール
アディティヤ・ダール（Aditya Dhar、1983年3月12日 - ）は、インドの映画監督、脚本家。

## キャリア
デリー大学芸術音楽部の学部長だった母の影響を受けて育ち、映画業界に興味を抱くようになった。青年期に演劇活動に参加したダールは、そこで監督が作品の様々な部分に影響を持つ多面的な存在であることを学んだ。彼はボリウッドで活動しており、これまでに『カブール・エクスプレス』『テーズ:スピード』『Aakrosh』『Haal-e-Dil』などで作詞家、脚本家として製作に参加していた。
ダールはファワード・カーンとカトリーナ・カイフを主演に起用した監督デビュー作『Raat Baaki』の製作に取り掛かったが、製作中に発生した2016年ウリ襲撃事件を受けてインド映画製作者協会がパキスタン人俳優の起用を禁止したため、パキスタン人のファワード・カーンを起用した『Raat Baaki』の製作は白紙となった。この直後にインド陸軍が報復として攻撃を実行したことを知り、一連の経緯を題材にした映画製作を企画する。彼は友人のジャーナリストや陸軍退役将校への取材を通して資料を集め、2019年に『URI/サージカル・ストライク』で監督デビューした。同作は興行収入34億ルピーを記録するヒット作となり、ダールは国家映画賞 監督賞とフィルムフェア賞 新人監督賞を受賞した。

## フィルモグラフィー

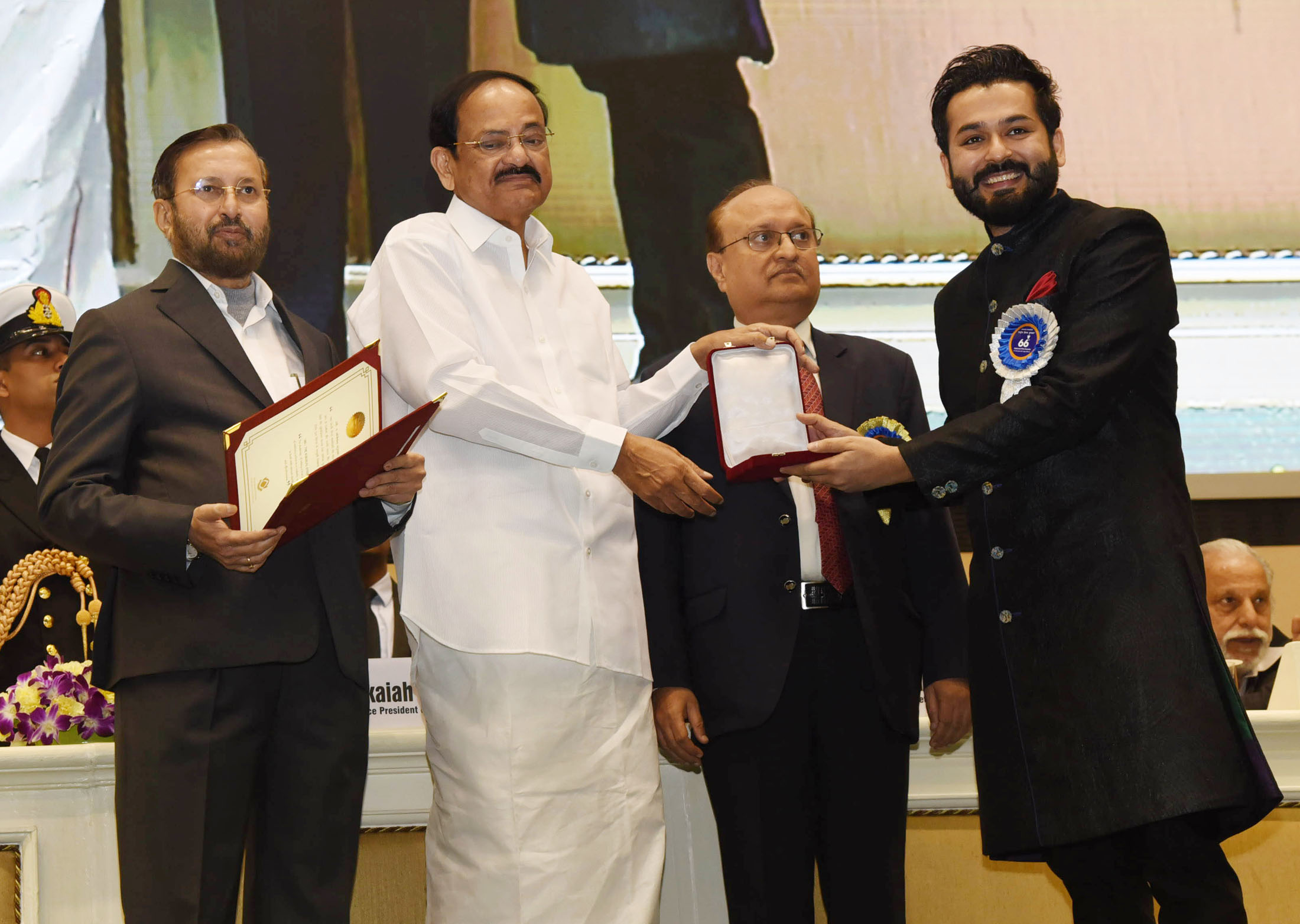
国家映画賞監督賞を受賞するアディティヤ・ダール（右端）

- カブール・エクスプレス（2008年） - 作詞
- Haal-e-Dil（2008年） - 作詞
- One Two Three（2008年） - 作詞
- Daddy Cool（2009年）
- Aakrosh（2010年） - 台詞脚本
- テーズ:スピード（英語版）（2012年） - 台詞脚本
- URI/サージカル・ストライク（2019年） - 監督、脚本
- Article 370（2024年） - 製作、脚本

## 受賞歴
- 国家映画賞 監督賞：『URI/サージカル・ストライク』（2019年）
- スター・スクリーン・アワード有望監督賞：『URI/サージカル・ストライク』（2019年）[8]
- フィルムフェア賞 新人監督賞：『URI/サージカル・ストライク』（2020年）
- ジー・シネ・アワード 有望監督賞（英語版）：『URI/サージカル・ストライク』（2020年）[9]
- ジー・シネ・アワード 台詞賞（英語版）：『Article 370』（2025年）[10]